# Hitman Hart: Wrestling with Shadows

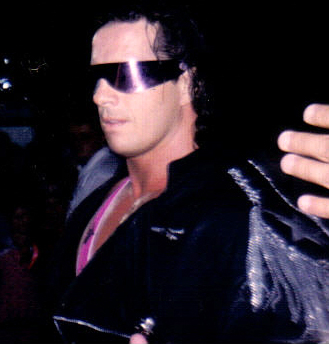
Bret Hart, il soggetto del documentario

Hitman Hart: Wrestling with Shadows è un documentario biografico del 1998 diretto da Paul Jay incentrato sull'ultimo anno di permanenza nella World Wrestling Federation da parte di Bret Hart, wrestler canadese all'epoca dei fatti uomo di punta della compagnia.

## Trama
Il documentario analizza l'ultimo anno di lavoro di Hart nella federazione di McMahon e in particolare i fatti antecedenti, contemporanei e successivi inerenti al famigerato e controverso Screwjob di Montréal. Hart, all'epoca il personaggio eroico (face) più famoso e amato dell'intera industria, vede progressivamente mutare attorno a sé il panorama di cui è stato parte per tutta la sua vita, che passa dall'essere uno show per famiglie ad uno spettacolo sempre più sboccato e violento.
Figlio del leggendario Stu Hart e forgiato dallo stesso attraverso estenuanti allenamenti nella palestra di famiglia (il famoso Dungeon, in cui si alleneranno anche - tra gli altri - il fratello Owen e i cognati British Bulldog e Jim "the Anvil" Neidhart), Bret diviene rapidamente l'astro più luminoso del panorama del wrestling professionistico trovando fortuna e fama nella WWF, il cui presidente Vince McMahon verrà descritto dallo stesso Hart come un secondo padre. Come ogni persona parte di questo mondo, tuttavia, Hart è costretto a vari sacrifici: gli infortuni, infatti, non mancano ma è soprattutto la lontananza continua da moglie e figli a pesargli.
L'assoluta fedeltà e devozione di Hart nei confronti di McMahon e della WWF subisce tuttavia un grave colpo quando Ted Turner, presidente della rivale WCW, gli offre un contratto molto più lucrativo dell'accordo ventennale che lo legava alla WWF: siamo, infatti, nel pieno della cosiddetta Monday Night War, la guerra degli ascolti televisivi che vide fronteggiarsi WWF e WCW per buona parte degli anni novanta e che vide più volte la federazione di McMahon vicina al tracollo.
Hart si rivolge quindi a McMahon dicendogli di voler accettare il nuovo accordo ma questi, pur accettando perché non più in grado di sostenere finanziariamente il suo contratto, gli pone una condizione: al pay-per-view Survivor Series, che si sarebbe tenuto il 9 novembre 1997 nella capitale del suo paese natale, avrebbe dovuto perdere la cintura di campione in favore di Shawn Michaels, perché per McMahon era impensabile che Hart si presentasse in WCW con ancora indosso il titolo della sua federazione. Hart, che come afferma lui stesso non aveva mai detto no a McMahon in quattordici anni, si trova costretto a rifiutare: impossibile pensare di "uccidere" il suo personaggio davanti ai fan che più di tutti gli altri lo idolatravano e per giunta in favore di Michaels, col quale c'era un forte astio personale.
Dopo settimane di tensione Hart viene rassicurato da McMahon dicendogli che l'incontro sarebbe terminato in squalifica, pertanto avrebbe mantenuto il titolo per poi renderlo vacante il giorno dopo durante la puntata di Raw; durante il match, tuttavia, Michaels applica la Sharpshooter, la mossa finale di Hart, su Bret e l'arbitro Earl Hebner - senza che Hart ceda - lo dichiara vincitore ordinando di suonare la campana. Hart capisce immediatamente che c'è McMahon dietro ciò e prima gli sputa in faccia dal ring e poi, dietro le quinte, dove nel frattempo si sono accalcati gli altri wrestler e la sua famiglia, lo colpisce con un pugno (la scena non è mostrata ma Hart lo dichiara).
Tradito da quella che considerava una figura paterna Hart si accaserà alla WCW dove, nonostante il successo, non arriverà mai alla gloria dei tempi passati e, nel 1999, si ritira. McMahon, dal canto suo, dirà che è stato Bret stesso a rovinarsi con le sue mani perché dimentico di chi lo aveva reso famoso in tutto il mondo e delle regole del mondo del wrestling.